# Juruá (proposta de unidade federativa)
O Estado do Juruá é uma proposta de uma nova unidade federativa do Brasil, com sete municípios. Seria fruto do desmembramento do estado do Amazonas.
Sua provável capital seria a cidade de Eirunepé, que possui atualmente 33 580 habitantes (IBGE/2014). Inicialmente iria incorporar todas as cidades que são banhadas pelo rio Juruá, porém este projeto não foi aceito. Então ficou delimitada apenas às cidades do Amazonas, ainda com Eirunepé como sua capital.
No Congresso ao menos dois projetos propõem a convocação de um plebiscito para decidir sobre a criação de territórios federais no estado do Amazonas. O primeiro deles foi o PDC 495/2000, sendo este de autoria do ex-deputado Eduardo Jorge do (PT-SP). O projeto de Eduardo Jorge foi apensado ao PDS 725/2000, de autoria do senador Mozarildo Cavalcanti (PTB-RR).
A proposta foi arquivada pelo Congresso em 30 de janeiro de 2023.

## Movimento na atualidade
Na pauta estão seis projetos, um requerimento e uma proposta de fiscalização e controle. Dentre os projetos, os deputados irão votar o PDC 1088/01, de autoria do deputado José Aleksandro (PSL-AC), que dispõe sobre a realização de plebiscito sobre a criação do Estado do Juruá. O relator, deputado Sérgio Barros (PSDB-AC), apresentou parecer pela aprovação da matéria.